# Antholzer Bach
Antholzer Bach (također njem. Antholzerbach; tal. Rio Anterselva) je potok u južnom Tirolu, Italija.